# Cyathocalyx sumatranus
Cyathocalyx sumatranus är en kirimojaväxtart som beskrevs av Rudolph Herman Scheffer. Cyathocalyx sumatranus ingår i släktet Cyathocalyx, och familjen kirimojaväxter. IUCN kategoriserar arten globalt som livskraftig. Inga underarter finns listade i Catalogue of Life.